# Per Gedda
Per Olof Harald Gedda (* 28. August 1914 in Göteborg; † 4. Juli 2005 in Stockholm) war ein schwedischer Segler.

## Erfolge
Per Gedda, der Mitglied im Kungliga Svenska Segelsällskapet und im Göteborgs Kungliga Segelsällskap war, nahm zweimal in Olympischen Spielen teil. 1936 debütierte er bei den Spielen in Berlin in der 8-Meter-Klasse, als er als Crewmitglied von Tore Holm mit der Ilderim Vierter wurde und knapp die Medaillen verpasste. In der Bootsklasse Drachen startete er 16 Jahre später bei den Olympischen Spielen in Helsinki. Er war dabei Skipper der Tornado, deren Crew aus Sidney Boldt-Christmas und Erland Almkvist bestand. Sie gewannen eine der insgesamt sieben Wettfahrten und belegten mit 5555 Punkten den zweiten Platz hinter Thor Thorvaldsens Pan aus Norwegen und vor Theodor Thomsens Gustel X aus Deutschland, womit sie die Silbermedaille erhielten.
Sein Onkel Erik Wallerius wurde 1912 in der 10-Meter-Klasse Olympiasieger.